# Espacio de Tíjonov
| Axiomas de separación en espacios topológicos |
| --------------------------------------------- |
| T0                                            |
| T1                                            |
| T2                                            |
| T2½                                           |
| completamente T2                              |
| T3                                            |
| T3½                                           |
| T4                                            |
| T5                                            |
| T6                                            |

En topología y ramas relacionadas de las matemáticas, los espacios de Tíjonov y los espacios completamente regulares son tipos de espacios topológicos. Estas condiciones son ejemplos de axiomas de separación.
Los espacios de Tíjonov llevan el nombre de Andréi Nikoláievich Tíjonov, cuyo nombre en ruso (Тихонов) se translitera en ocasiones como "Tychonoff", "Tychonov", "Tikhonov", "Tihonov", "Tichonov" etc.

## Definiciones

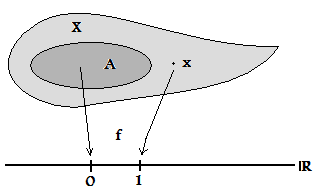
Aclaración sobre la definición de espacio totalmente regular.

Supongamos que {\displaystyle X} es un espacio topológico.
{\displaystyle X} es un espacio completamente regular si dado cualquier conjunto cerrado {\displaystyle F\subset X} y cualquier punto {\displaystyle x_{0}} que no pertenezca a {\displaystyle F}, entonces existe una función continua {\displaystyle f:X\to \mathbb {R} } de {\displaystyle X} en la recta real {\displaystyle \mathbb {R} } tal que {\displaystyle f(x)=0} para todo {\displaystyle x\in F} y  {\displaystyle f(x_{0})=1}. En otras palabras, esta condición afirma que {\displaystyle x_{0}} y {\displaystyle F} se pueden separar por una función continua.
X es un espacio de Tíjonov, espacio T3½, espacio Tπ, o espacio completamente T3 si es completamente regular y Hausdorff.
Nótese que parte de la literatura matemática utiliza diferentes definiciones para el término «completamente regular» y en los términos que incluyen «T». Las definiciones dadas aquí son las que se utilizan en la actualidad. Sin embargo, algunos autores intercambian el significado de los dos términos, o los usan como sinónimos para la misma condición. Por ello se usaran los términos «completamente regular» y «Tíjonov» libremente pero se evitarán los términos más ambiguos de la «T».
Los espacios completamente regulares y los espacios de Tíjonov se relacionan a través de la noción de equivalencia de Kolmogórov. Un espacio topológico es Tíjonov si y solo si es completamente regular y T0. Por otro lado, un espacio es completamente regular si y solo si su cociente de Kolmogórov es Tíjonov.

## Ejemplos y contraejemplos
Casi cualquier espacio topológico estudiado en análisis matemático es Tíjonov, o al menos completamente regular. Por ejemplo, la recta real es Tíjonov bajo la topología euclidiana estándar. Otros ejemplos incluyen:
- Todo espacio métrico es Tíjonov; todo espacio pseudométrico es completamente regular.
- Todo espacio regular localmente compacto es completamente regular, y por tanto todo espacio de Hausdorff localmente compacto es Tíjonov.
- En particular toda variedad topológica es Tíjonov.
- Todo conjunto totalmente ordenado con la topología del orden es Tíjonov.
- Todo grupo topológico es completamente regular.
- Generalizando tanto los espacios métricos como los grupos topológicos, todo espacio uniforme es completamente regular. El recíproco también es cierto: todo espacio completamente regular es uniformizable.
- Todo CW-complejo es Tíjonov.
- Todo espacio regular normal es completamente regular, y todo espacio de Hausdorff normal es Tíjonov.
- El plano de Niemytzki es un ejemplo de espacio de Tíjonov que no es normal.

## Propiedades

### Preservación
La regularidad completa y la propiedad de Tíjonov tienen buen comportamiento con respecto a topologías débiles. En particular, la regularidad completa se preserva tomando topologías débiles arbitrarias, y la propiedad de Tíjonov se preserva tomando topologías débiles punto-separadas. Se sigue que:
- Todo subespacio de un espacio completamente regular o Tíjonov tiene la misma propiedad.
- Un espacio producto no vacío es completamente regular (resp. Tíjonov) si y solo si cada espacio factor es completamente regular (resp. Tíjonov).

Como todos los axiomas de separación, la regularidad completa no se preserva tomando topologías fuertes. En particular, los cocientes de espacios completamente regulares no tienen por qué ser regulares. Los cocientes de espacios de Tíjonov no tienen siquiera por qué ser Hausdorff. Existen cocientes cerrados del plano de Moore que ofrecen contraejemplos.

### Funciones continuas con valores reales
Dado cualquier espacio topológico X, sea C(X) la familia de funciones continuas con valores reales en X y sea Cb(X) el subconjunto de funciones continuas con valores reales acotadas.
Los espacios completamente regulares se pueden caracterizar por el hecho de que su topología está completamente determinada por C(X) o Cb(X). En particular:
- Un espacio X es completamente regular si y solo si tiene la topología inicial inducida por C(X) o Cb(X).
- Un espacio X es completamente regular si y solo si todo conjunto cerrado se puede escribir como la intersección de una familia de conjuntos raíz en X (esto es, que los conjuntos raíz formen una base de los conjuntos cerrados de X).
- Un espacio X es completamente regular si y solo si los conjuntos no raíz de X forman una base de la topología de X.

Dado un espacio topológico arbitrario (X, τ) existe un procedimiento universal de asociar un espacio completamente regular a (X, τ). Sea ρ la topología débil en X inducida por Cτ(X) o, equivalentemente, la topología generada por la base de conjuntos no raíz en (X, τ). Entonces ρ será la topología completamente regular más fina en X que es más gruesa que τ. Esta construcción es universal en el sentido de que cualquier función continua
{\displaystyle f:(X,\tau )\to Y}
en un espacio completamente regular Y será continua en (X, ρ). En el lenguaje de teoría de categorías, el funtor que manda (X, τ) en (X, ρ) es adjunto a izquierda al funtor inclusión CReg → Top. Así, la categoría de espacios completamente regulares CReg es una subcategoría reflexiva de Top, la categoría de espacios topológicos. Tomando cocientes de Kolmogórov, se ve que la subcategoría de espacios de Tíjonov es también reflexiva.
Se puede probar que Cτ(X) = Cρ(X) en la construcción anterior, de forma que típicamente solo se estudian los anillos C(X) y Cb(X) para espacios completamente regulares X.
La categoría de espacios de Tíjonov realcompactos es antiequivalente a la categoría de los anillos C(X) (donde X es realcompacto) junto con los homomorfismos de anillos como morfismos. Por ejemplos, se puede reconstruir X de C(X) donde X es (real) compacto. La teoría algebraica de estos anillos está por tanto sujeta a estudios intensivos. Una generalización amplia de esta clase de anillos aún mantiene muchas propiedades de los espacios de Tíjonov pero también es aplicable en geometría algebraica real, es la clase de los anillos cerrados reales.

### Inmersiones
Los espacios de Tíjonov son precisamente aquellos espacios que pueden encajarse en espacios de Hausdorff compactos. De forma más precisa, para todo espacio de Tíjonov X, existe un espacio de Hausdorff compacto K tal que X es homeomorfo a un subespacio de K.
De hecho, siempre se puede elegir que K sea un cubo de Tíjonov (esto es, un producto posiblemente infinito de intervalos unidad). Todo cubo de Tíjonov es Hausdorff y compacto como consecuencia del teorema de Tíjonov. Dado que todo subespacio de un espacio de Hausdorff compacto es Tíjonov, se tiene:
Un espacio topológico es Tíjonov si y solo si se puede encajar en un cubo de Tíjonov.
 

### Compactificaciones
Son de particular interés aquellas inmersiones en las que la imagen de X es densa en K; estas se denominan compactificaciones de Hausdorff de X. Dado cualquier inmersión de un espacio de Tíjonov X en un espacio de Hausdorff compacto K la clausura de la imagen de X en K es una compactificación de X.
Entre estas compactificaciones de Hausdorff, existe una única «más general», la compactificación de Stone-Čech βX. Está caracterizada por la propiedad universal de que, dada una aplicación continua f de X en cualquier otro espacio de Hausdorff compacto Y, existe una única aplicación continua g de βX en Y que extiende f en el sentido de que f es la composición de g y j.

### Estructuras uniformes
La regularidad completa es exactamente la condición necesaria para la existencia de estructuras uniformes en un espacio topológico. En otras palabras, todo espacio uniforme tiene una topología completamente regular y todo espacio completamente regular X es uniformizable. Un espacio topológico admite una estructura uniforme separada si y solo si es Tíjonov.
Dado un espacio completamente regular X habitualmente existe más de una uniformidad en X que es compatible con la topología de X. Sin embargo, siempre habrá una uniformidad compatible más fina, llamada la uniformidad fina en X. Si X is Tychonoff, entonces la estructura uniforme se puede elegir de forma que βX es la compleción del espacio uniforme X.